# Кирил Кирилов (генерал-лейтенант)
Вижте пояснителната страница за други личности с името Кирил Кирилов.
Кирил Александров Кирилов е български и съветски офицер, полковник от Съветската армия и генерал-лейтенант от българската народна армия.

## Биография
Роден е на 30 ноември 1910 г. в град София. От 1922 до 1927 г. учи в гимназията в Садово. През 1928 г. става член на РМС, а от 1945 г. и на БКП. Завършва Школа за запасни офицери (1927 – 1928). От 1928 до 1929 г. учи в Авиоационното училище в Божурище. В периода 1937 – 1944 г. е член на ВКП (б). През 1931 г. е уволнен от Въздушните войски. През 1932 г. емигрира в СССР, където постъпва в Червената армия. Там е инструктор-летец в авиационното училище в Тамбов. Участва в Испанската гражданска война като летец-изтребител. От 1937 до 1940 г. е командир на отряд, а впоследствие на ескадрила в Тамбов. По време на Втората световна война се сражава на страната на СССР и е командир на изтребителна ескадрила. През 1945 г. се завръща в България, където е назначен за командир на втора щурмова дивизия, преименувания втори армейски въздушен полк. Командир е на дивизията от 16 януари 1945 до 31 март 1949 г. След това е командир на изтребителната щурмова дивизия до 16 януари 1950 г. Между 1954 и 1956 г. командва Военновъздушните сили. Завършва Военновъздушната академия в Монино през 1951 г. От 1 май 1951 г. е началник-щаб. От януари 1952 до май 1952 г. е заместник-командир по строевата част на ВВС. В периода юни 1952-март 1954 г. е заместник-командир на ВВС по отбраната на въздушните граници на България. От март 1954 г. е командващ Военновъздушните сили. От 1956 г. е заместник командващ ПВО и ВВС. Между 1956 и 1959 г. е генерален директор на Управление въздушен транспорт „ТАБСО“. От 15 октомври 1976 г. е заслужил летец на Народна република България.